# Željko Tanasković
Željko Tanasković (serb. Жељко Танасковић, ur. 8 lipca 1967 w Lučani) – serbski siatkarz, reprezentant Jugosławii, medalista letnich igrzysk olimpijskich, mistrzostw świata i mistrzostw Europy, trener i działacz sportowy.

## Życiorys
Tanasković reprezentował Jugosławię na Letnich Igrzyskach Olimpijskich 1996 w Atlancie. Zagrał wówczas we wszystkich meczach turnieju, także w wygranym pojedynku o 3. miejsce z reprezentacją Rosji. Podczas swojej kariery w reprezentacji Jugosławii, której był kapitanem zdobył dwa medale mistrzostw Europy. Pierwszy z nich, brązowy wywalczył w 1995 na turnieju w Grecji, drugi – srebrny w 1997 w Holandii. Zajął 2. miejsce na mistrzostwach świata 1998 w Japonii.
Był zawodnikiem serbskich klubów OK Partizan Belgrad i Crvena zvezda Belgrad oraz greckich 
Ktisifon Peania i Panathinaikos VC. Z Partizanem zdobył mistrzostwo Jugosławii w 1990 i 1991. W sezonie 2014/2015 był trenerem żeńskiego zespołu Vizura Belgrad, z którym zdobył mistrzostwo, puchar i superpuchar Serbii. 2017 został prezydentem OK Partizan.